# Johann Jacob Behrens
Johann Jacob Behrens (* 29. Februar 1788 in Hamburg; † unbekannt) war ein deutscher Organist, Komponist und Musikpädagoge.

## Leben
Behrens erhielt seine Ausbildung als Organist und Komponist bei Christian Friedrich Gottlieb Schwencke (1767–1822), dem Organisten an der St. Nikolaikirche in Hamburg.
Er wurde Organist an der Waisenhauskirche in Hamburg und Gesanglehrer am Johanneum. Beide Stellen hatte er bis zu seiner Pensionierung inne. Als Komponist schuf er insbesondere Orgelstücke, Kirchenchöre und Lieder. Daneben gab er privaten Unterricht; einer seiner bekanntesten Schüler war Carl Voigt (1808–1879), der Begründer und erste Dirigent des Hamburger Cäcilienvereins.